# Éder Álvarez Balanta
Éder Fabián Álvarez Balanta (Bogota, 28 februari 1993), vaker Éder Balanta genoemd, is een Colombiaans voetballer met als bijnaam El Coyote. Sinds juli 2024 komt hij uit voor América de Cali. Hij speelt als verdedigende middenvelder of als centrale verdediger. 
Balanta debuteerde in 2014 in het Colombiaans voetbalelftal.

## Clubcarrière
Balanta speelde in de jeugd bij het Colombiaanse Academia. In 2011 vertrok hij naar River Plate, waar hij na één jaar bij het eerste elftal werd gehaald. Hij debuteerde in het eerste elftal van River Plate tegen Racing Club de Avellaneda. Zijn eerste doelpunt maakte hij tegen Godoy Cruz Antonio Tomba. In de daaropvolgende wedstrijd tegen Quilmes AC scoorde hij opnieuw. In juli 2013 tekende hij zijn eerste profcontract. 
Van 2019 tot 2024 speelde Balanta voor Club Brugge, waarmee hij in die periode vier Belgische landstitels en één Belgische Supercup won. Balanta speelde 144 officiële wedstrijden voor blauw-zwart waarvan 100 wedstrijden in de competitie, waarin hij acht keer scoorde (vier competitiedoelpunten). In januari 2023 werd hij voor zes maanden verhuurd aan het Duitse Schalke 04.
Eind juni 2024 werd zijn aflopende contract bij Club Brugge niet verlengd en keerde Balanta terug naar zijn thuisland waar hij tekende bij América de Cali.

## Clubstatistieken
| Seizoen | Club         | Land                 | Competitie         | Competitie | Competitie | Beker | Beker | Internationaal | Internationaal | Totaal | Totaal |
| Seizoen | Club         | Land                 | Competitie         | Wed.       | Dlp.       | Wed.  | Dlp.  | Wed.           | Dlp.           | Wed.   | Dlp.   |
| ------- | ------------ | -------------------- | ------------------ | ---------- | ---------- | ----- | ----- | -------------- | -------------- | ------ | ------ |
| 2012/13 | River Plate  | Vlag van Argentinië  | Primera División   | 9          | 2          | 0     | 0     | 4              | 0              | 13     | 2      |
| 2013/14 | River Plate  | Vlag van Argentinië  | Primera División   | 29         | 0          | 0     | 0     | 1              | 0              | 30     | 0      |
| 2014/15 | River Plate  | Vlag van Argentinië  | Primera División   | 13         | 0          | 0     | 0     | 9              | 1              | 22     | 1      |
| 2015/16 | River Plate  | Vlag van Argentinië  | Primera División   | 9          | 0          | 0     | 0     | 8              | 0              | 17     | 0      |
| 2016/17 | FC Basel     | Vlag van Zwitserland | Super League       | 19         | 1          | 1     | 1     | 6              | 0              | 26     | 2      |
| 2017/18 | FC Basel     | Vlag van Zwitserland | Super League       | 15         | 0          | 3     | 0     | 6              | 0              | 24     | 0      |
| 2018/19 | FC Basel     | Vlag van Zwitserland | Super League       | 20         | 2          | 5     | 1     | 6              | 0              | 31     | 3      |
| 2019/20 | FC Basel     | Vlag van Zwitserland | Super League       | 4          | 0          | 0     | 0     | 4              | 0              | 8      | 0      |
| 2019/20 | Club Brugge  | Vlag van België      | Jupiler Pro League | 16         | 2          | 5     | 1     | 6              | 0              | 25     | 3      |
| 2020/21 | Club Brugge  | Vlag van België      | Jupiler Pro League | 25         | 1          | 3     | 0     | 6              | 0              | 29     | 1      |
| 2021/22 | Club Brugge  | Vlag van België      | Jupiler Pro League | 17         | 1          | 3     | 2     | 5              | 0              | 25     | 3      |
| 2022/23 | Club Brugge  | Vlag van België      | Jupiler Pro League | 9          | 0          | 0     | 0     | 4              | 0              | 13     | 0      |
| 2022/23 | → Schalke 04 | Vlag van Duitsland   | Bundesliga         | 6          | 0          | 0     | 0     | 0              | 0              | 6      | 0      |
| 2023/24 | Club Brugge  | Vlag van België      | Jupiler Pro League | 0          | 0          | 0     | 0     | 0              | 0              | 0      | 0      |
| Totaal  | Totaal       | Totaal               | Totaal             | 191        | 9          | 20    | 5     | 65             | 1              | 269    | 15     |

## Interlandcarrière
Balanta debuteerde op 5 maart 2014 in het Colombiaans voetbalelftal, in een oefeninterland tegen Tunesië. Hij mocht na 66 minuten invallen voor Pablo Armero. In mei 2014 werd Balanta door bondscoach José Pékerman opgenomen in de selectie voor het wereldkampioenschap voetbal in Brazilië.

## Erelijst
| Competitie          |             |                                    |             |             |
| Competitie          | Aantal      | Jaren                              |             |             |
| River Plate         | River Plate | River Plate                        | River Plate | River Plate |
| ------------------- | ----------- | ---------------------------------- | ----------- | ----------- |
| Primera División    | 1x          | 2013/14                            |             |             |
| Copa Sudamericana   | 1x          | 2014                               |             |             |
| Recopa Sudamericana | 1x          | 2015                               |             |             |
| Copa Libertadores   | 1x          | 2015                               |             |             |
| FC Basel            |             |                                    |             |             |
| Super League        | 1x          | 2016/17                            |             |             |
| Swiss Cup           | 2x          | 2016/17, 2018/19                   |             |             |
| Club Brugge         |             |                                    |             |             |
| Jupiler Pro League  | 4x          | 2019/20, 2020/21, 2021/22, 2023/24 |             |             |
| Belgische Supercup  | 1x          | 2021                               |             |             |